# Johannes Vilberg
Johannes Vilberg (ur. 25 grudnia 1903 w Aleksandri w prowincji Harjumaa, zm. 26 października 1981 w Kuudzie) – estoński strzelec, mistrz świata. Brat Kristjana, także strzelca. 

## Życiorys
W 1927 roku uczył się w szkole podoficerskiej pod kierunkiem Johannesa Siira, pierwszego dla Estonii zdobywcy medalu strzeleckich mistrzostw świata. W 1939 roku ukończył zaoczną szkołę w Kaiu (obecna Gmina Kaiu). W latach 1931–1939 był członkiem estońskiej reprezentacji w strzelectwie.
Jest dwukrotnym medalistą mistrzostw świata z 1935 roku. W dorobku ma jeden złoty i jeden srebrny medal. Brał udział w mistrzostwach świata w latach: 1931, 1935, 1937 i 1939.
Vilberg zdobył 19 tytułów mistrza Estonii i Estońskiej SRR (siedem indywidualnie i dwanaście drużynowo). Dziesięciokrotnie poprawiał indywidualne rekordy Estonii, a dziewięciokrotnie poprawiał rekordy drużynowe. Jeden z założycieli Üleajateenijate Laskespordi Keskühingu (1931), jako członek tego związku sportowego zdobył wiele medali mistrzostw Estonii. Kilka lat później był prezesem ÜLK.
W latach 50. pracował przez krótki czas jako trener Dynama Tallinn.

## Osiągnięcia

### Medale na mistrzostwach świata
Opracowano na podstawie materiału źródłowego:
| Mistrzostwa | Konkurencja                                  | Wynik             | Miejsce |
| ----------- | -------------------------------------------- | ----------------- | ------- |
| Rzym 1935   | Karabin małokalibrowy leżąc, 50 m            | 397 pkt.          |         |
| Rzym 1935   | Karabin małokalibrowy leżąc, 50 m, drużynowo | 1964 pkt. (druż.) |         |

### Medale mistrzostw Estonii
Opracowano na podstawie materiału źródłowego:
| Mistrzostwa                | Konkurencja                                          | Wynik             | Miejsce |
| -------------------------- | ---------------------------------------------------- | ----------------- | ------- |
| Tallinn 1936               | Karabin małokalibrowy leżąc, 50 m                    | 400 pkt.          |         |
| Tallinn 1936               | Karabin dowolny, trzy postawy, 300 m                 | 1100 pkt.         |         |
| Tallinn 1936               | Karabin dowolny klęcząc, 300 m                       | 373 pkt.          |         |
| Tallinn 1938               | Karabin dowolny, trzy postawy, 300 m, drużynowo      | 3351 pkt. (druż.) |         |
| Tallinn 1938               | Karabin małokalibrowy, trzy postawy, 50 m, drużynowo | 5750 pkt. (druż.) |         |
| Tallinn 1938               | Karabin małokalibrowy, trzy postawy, 50 m, drużynowo | 3452 pkt. (druż.) |         |
| Tallinn 1938               | Karabin wojskowy, 500 m, 600 m i 700 m, drużynowo    | 145/1253 (druż.)  |         |
| Tallinn 1938               | Karabin wojskowy, 500 m, 600 m i 700 m, drużynowo    | 1252 pkt. (druż.) |         |
| Tallinn 1938               | Karabin dowolny klęcząc, 300 m                       | 383 pkt.          |         |
| Tallinn 1938               | Karabin wojskowy, trzy postawy, 300 m, drużynowo     | 2552 pkt. (druż.) |         |
| Tallinn 1938               | Karabin dowolny, trzy postawy, 300 m, drużynowo      | 5558 pkt. (druż.) |         |
| Tallinn 1939               | Karabin małokalibrowy, trzy postawy, 50 m, drużynowo | 5716 pkt. (druż.) |         |
| Tallinn 1939               | Karabin małokalibrowy, trzy postawy, 50 m, drużynowo | 3419 pkt. (druż.) |         |
| Tallinn 1939               | Karabin dowolny, trzy postawy, 300 m                 | 1119 pkt.         |         |
| Tallinn 1939               | Karabin dowolny leżąc, 300 m                         | 391 pkt.          |         |
| Tallinn 1939               | Karabin wojskowy, 500 m, 600 m i 700 m, drużynowo    | 1228 pkt. (druż.) |         |
| Tallinn 1939               | Karabin dowolny, trzy postawy, 300 m, drużynowo      | 5547 pkt. (druż.) |         |
| Tallinn 1939               | Karabin dowolny, trzy postawy, 300 m, drużynowo      | 3340 pkt. (druż.) |         |
| Mistrzostwa Estońskiej SRR |                                                      |                   |         |
| Tallinn 1947               | Karabin małokalibrowy, trzy postawy, 50 m, drużynowo | 5398 pkt. (druż.) |         |
| Tallinn 1948               | Karabin dowolny leżąc, 300 m                         | 383 pkt.          |         |
| Tallinn 1948               | Karabin wojskowy klęcząc, 300 m                      | 172 pkt.          |         |
| Tallinn 1949               | Karabin wojskowy leżąc, 300 m                        | 179 pkt.          |         |
| Tallinn 1949               | Karabin małokalibrowy leżąc, 50 m                    | 196 pkt.          |         |
| Tallinn 1950               | Karabin małokalibrowy klęcząc, 50 m                  | 179 pkt.          |         |